# Geostatistika
Geostatistika je grana primijenjene statistike koja primjenjuje teorije determinističke procjene, zatim stohastičkih procesa, odnosno statističkog zaključivanja na različite prostorne pojave u brojnim znanostima. Tradicionalno se koristi u geoznanostima. Metode geostatistike se koriste u naftnoj geologiji, hidrogeologiji, hidrologiji, meteorologiji, oceanografiji, geokemiji, geografiji, rudarstvu,šumarstvu, krajobraznoj ekologiji, poljoprivredi (posebno u preciznom poljodjelstvu) itd.

## Osnovni koncept
Osnovni koncept geostatistike temelji se na mjerenju prostorne raznolikosti koja je manja od varijance svih podataka koji čine jedan skup mjerenja. Prostorno neovisni podatci opisuju su isključivo njihovom ukupnom varijancom, odnosno srednjom vrijedošću za koju se podrazumijeva da odgovara očekivanju cijele populacije. Ipak prostorni podatci u većini slučaja nisu prostorno neovisni. Vrijednosti podataka koji su prostorno bliski pokazuju manju promjenljivost od vrijednosti podataka koji su udaljeniji jedni od drugih. Odnosno, ako se radi procjena promatrane varijable u mjestu gdje nije mjerenja, a iz skupa postojećih mjerenja u njenoj okolici, smatra se da će najbližni podatci snažno ukazivati na vrijednost te procjene. Naravno, što je podatak udaljeniji pretpostavka je da će on manje opisivati očekivanu vrijednost u točki procjene.
Točna priroda takvih utjecaja ne može se jednoznačno odrediti, no upravo stoga se računaju alati, najčešće eksperimentalni variogram. Svaki skup podataka ima vlastite jedinstvene funkcije promjenljivosti i udaljenosti između podatkovnih točaka. Ova promjenljivost se općenito izračunava kao funkcija nazvana variogram ili semivariogram. Iz toga se izvodi specifičan geostatistički pojam nazvan varijancom kriginga, kojom je zamijenjena ukupna varijanca podataka.

## Povijest
Herbert Sichel zajedno s Danieom Krigeom je započeo rad u geostatistici.
No izvorno, izraz geostatistika potječe od Georgesa Mathérona i njegovih kolega iz Centra za morfološku matematiku (franc. Centre de Morophologie Mathematique) u francuskom gradu Fontainebleauu. Tim pojmom opisali su metode razvijene za rješavanje problema procjene koncentracije ruda, prvo zlata, a zatim i drugih vrsta sirovina. Geostatistička ideja razvijena je uglavnom neovisno o tada dominantnim radovima u području prostorne statistike (engl. spatial statistics), sa svojom izvornom terminologijom i stilom. Prve rezultate geostatističkih istraživanja Mathéron je objavio u svojoj doktorskoj disertaciji te nekoliko radova u 60-im godinama prošloga stoljeća (Mathéron 1962., 1963., 1965.). Ta djela još se i danas smatraju kapitalnim radovima toga područja i nerijetko se citiraju. Tada je prvi put matematički opisana metoda kriginga, danas još uvijek najbolja tehnika za determinističku procjenu vrijednosti varijable u prostoru.
Kriging je prvi put upotrijebljen za procjenu koncentracije zlata u rudnicima Južne Afrike. To je napravio Krige (1951.), komu je u čast metoda imenovana krigingom. Nakon Mathérona, teorija (semi)variograma, kriginga i kokriginga objavljena je u nizu knjiga. Veliku popularnost i upotrebu geostatistika je doživljela u naftnoj geologiji, gdje se upotrebljava se karakterizaciju ležišta ugljikovodika, te povezivanje seizmičkih i bušotinskih podataka.
Geostatistika se danas široko koristi za različite determinističke i stohastičke metode procjena. Najčešće determinističke interpolacijske metode predstavljene su krigingom i kokrigingom. Stohastičke procjene imaju drugačiji algoritam koji u procjene uvodi komponentu nesigurnosti

## Regionalizirana varijabla
Originalna postavka geostatistike je korištenje regionalizirane varijable čija svojstva su dijelom karakteristika slučajne, a dijelom potpuno determinističke varijable. Regionaliziranom varijablom opisuje se prostorno ponašanje geografske distribucije, položaja slojne plohe i drugi. 
Npr. slojna ploha iskazuje svojstva prostorne kontinuiranosti, ali ju nije uvijek moguće uzorkovati na svakoj lokaciji. Zbog toga nepoznate vrijednosti moraju biti procijenjene iz podataka koji su uzorkovani na određenom broju lokacija. Veličina, oblik, orijentacija i prostorni raspored uzoraka, pretpostavljeno je, odražavaju utjecaj ponašanje promatrane vrijednosti na cijeloj slojnoj plohi (npr. dubine). Zato je pretpostavljeno kako je iz skupa uzorkovanih vrijednosti moguće predvijeti vrijednosti na neuzorkovanim lokacijama.  Odabranom geostatističkom tehnikom moguće je odrediti vrijednosti regionalizirane varijable (npr. dubine slojne plohe) u promatranom prostoru.

## Variogram
Variogram je jedan od osnovnih geostatističkih alata. Skup svih parova podataka na istoj udaljenosti naziva se klasa, a spajanjem vrijednosti za svaku klasu dobiva se krivulja eksperimentalnog variograma.

Postoje četiri parametra koja se mogu očitati iz variograma, a to su:
1.	Odstupanje (engl. „Nugget“) je pozitivna vrijednost na osi y, gdje variogramska krivulja sječe tu os.

2.	Prag (engl. „Sill“) je vrijednost koja odgovara varijanci. Nakon što krivulja dosegne prag prestaje s pravilnim rastom te uglavnom počinje oscilirati oko praga.

3.	Doseg (engl. „Range“) je udaljenost po osi x od nule pa do točke na kojoj variogramska krivulja sječe prag. Doseg predstavlja kontinuitet između točaka susjednih podataka. Na većoj udaljenosti od sjecišta praga i variogramske krivulje više se ne može govoriti o kontinuitietu među točkama.

4.	Udaljenost (engl. „Distance“) je udaljenost na osi x na kojoj se međusobno uspoređuju podaci u smjeru variograma. Svaka udaljenost čini jednu klasu. Toj vrijednosti često je dodijeljena određena tolerancija (odmak), kako bi se povećao broj ulaznih podataka. Granici klase, dakle, dodajemo određenu vrijednost odmaka pa su variogramski razredi predstavljeni određenim intervalima (npr. 0,5÷1,5; 1,5÷2,5 itd.). Obično se odmak postavlja na ½ vrijednosti udaljenosti, čime se maksimalno povećava broj parova te ujedno i pouzdanost prostorne analize.

## Kriging (krigiranje)
Kartiranju metodom kriginga prethodi variogramska analiza podataka. Metoda kriginga je matematički napredna interpolacijska metoda. Njom se procjenjuju vrijednosti određene varijable u točkama mreže.
Ime je dobila po rudarskom inženjeru i profesoru na Sveučilištu u Johannesburgu D. G. Krigeu koji je pedesetih godina prošlog stoljeća razvio temelje prostornog predviđanja prilikom procjene koncentracije rudače u ležištu zlata (KRIGE, 1951).
Daljnjem razvoju metode pridonose brojni znanstvenici, poglavito MATHERON (1965), ali i niz drugih (npr. de WIJS, 1951; ISAAKS & SRIVASTAVA, 1989; HOHN, 1988; DUBRUBLE, 1998).
Cilj metode je određivanje prostorne veze između stvarnih, mjerenih podataka i točke u kojoj se računa procijenjena vrijednost. Prilikom procjene metodom kriginga nužno je koristiti variogramsku analizu. Dakle, ne uzima se u obzir samo udaljenost točaka od mjesta procjene, nego i lokalna varijanca, odnosno varijanca kriginga, što znači da je razlika između očekivanih i procijenjenih vrijednosti minimalna. 
Prilikom procjene ovom metodom svakom se podatku dodaje težinski koeficijent (λ). Vrijednost koeficijenta govori koliko su točke međusobno zavisne, odnosno, što je λ veća, točka je prostorno bliža točki procjene i jače utječe na nju. Zbroj svih koeficijenata „λ“ je jednak jedinici, osim kod tehnike jednostavnog kriginga.

## Stohastičke simulacije
Stohastičke metode standardni su dio geostatistike, matematički nešto napredniji negoli determinističke interpolacijske metode. Njima je omogućena procjena nesigurnosti vezane uz izračunate vrijednosti odabrane varijable na različitim lokacijama.
Kod stohastičkih procesa uvijek je nužno započeti determinističkim interpolacijskim pristupom. Deterministička karta dobivena metodom kriginga naziva se „nultim rješenjem“, odnosno rješenjem oko kojega se redaju sve kasnije realizacije. Osnovno svojstvo realizacija je njihova jednaka vjerojatnost „događaja“. 
Po vrsti se razlikuju uvjetne i bezuvjetne simulacije. Kod uvjetnih simulacija postojeća mjerenja uvijek zadržavaju mjerene vrijednosti koje se smatraju čvrstim točkama, za razliku od bezuvjetnih, gdje te vrijednosti ne ostaju konstantne. Bezuvjetnost je opravdano koristiti jer se točkasti mjereni podatak ekstrapolira na površinu bilo koje ćelije, a tada i to predstavlja uvođenje nesigurnosti u najmanju jedinicu geološkog modela (tj. ćeliju). 
Bezuvjetne simulacije polaze od pretpostavke da mjerena vrijednost ovisi o točnoj lokaciji mjerenja. Da je ta lokacija slučajno bila samo malo pomaknuta, ali unutar istog kvadrata mreže mjerenja ili ćelije, možda bi rezultat bio nešto drugačiji.

## Više informacija
- Statistika
- Geologija
- GIS
- Daljinska istraživanja

## Vanjske poveznice
- AI-GEOSTATS je glavni izvor na internetu o geostatistici i prostornoj statistici
- Mađarski geomatematički portal[neaktivna poveznica]
- - radovi G. Matherona na webu CENTRE DE GEOSCIENCES/GEOSTATISTIQUE  Arhivirana inačica izvorne stranice od 11. listopada 2006. (Wayback Machine)
- 4th Croatian-Hungarian and 15th Hungarian geomathematical congress Conference book, “Geomathematics as geoscience”   Arhivirana inačica izvorne stranice od 22. srpnja 2013. (Wayback Machine) (engl.)